# Fraction rationnelle
En algèbre abstraite, une fraction rationnelle est un quotient de deux polynômes formels construit à l'aide d'une indéterminée. Il s'agit ici de faire le quotient de deux polynômes formels. Le quotient de deux fonctions polynomiales, définies à l'aide d'une variable et non d'une indéterminée, s'appelle « fonction rationnelle ».

## Construction algébrique
Soit K un corps commutatif (en général {\displaystyle \mathbb {C} } ou {\displaystyle \mathbb {R} }). On démontre que l'ensemble des polynômes formels à une indéterminée, à coefficients dans K est un anneau intègre noté K[X]. 
On peut alors construire son corps des fractions, noté K(X) : 
Sur l'ensemble des couples éléments de K[X]×K[X]*, on définit :
- une relation d'équivalence ~ par :(P, Q) ~ (P', Q') si et seulement si PQ' = QP' ;
- une addition : (P, Q) + (P', Q') = (PQ' + QP', QQ')
- une multiplication : (P, Q)(P', Q') = (PP', QQ').

L'ensemble des classes d'équivalence muni de l'addition et du produit induit est alors un corps commutatif appelé corps des fractions rationnelles. Tout couple (P, Q) où Q n'est pas le polynôme nul, est alors un représentant d'une fraction rationnelle. L'application qui à tout polynôme P, associe la classe de (P, 1) est un morphisme d'anneaux injectif qui plonge K[X] dans K(X).
Fraction irréductible : un couple (P, Q) tel que P et Q soient premiers entre eux — c'est-à-dire tel que les seuls diviseurs communs à P et Q soient des scalaires — est appelé un représentant irréductible de la classe de (P, Q) et tout autre représentant (P', Q') de la même classe est tel qu'il existe un scalaire λ tel que P' = λP et Q' = λQ. Il existe plusieurs représentants irréductibles d'une même classe mais un seul représentant irréductible dans lequel Q est un polynôme unitaire : c'est la fraction irréductible unitaire représentant la classe. 
Degré d'une fraction  : Pour toute fraction rationnelle F, l'élément de {\displaystyle \mathbb {Z} \cup \{-\infty \}} défini par deg(P) - deg(Q) (où (P, Q) est un représentant de F) est indépendant du représentant de F et est appelé degré de F. Le degré d'une fraction vérifie les propriétés suivantes :
- pour toutes fractions F et F', deg(F + F') ≤ sup(deg(F), deg(F')) ;
- pour toutes fractions F et F', deg(FF') = deg(F) + deg(F').

Racine et pôle : Si (P, Q) est la fraction irréductible représentant F :
- toute racine de P est racine de F ;
- toute racine de Q est pôle de F.

## Cas des fractions rationnelles sur l'ensemble des réels
On peut munir le corps ℝ(X) de la relation d'ordre définie par : F ≤ G si l'on a F(t) ≤ G(t) pour tout réel t assez grand. Cette relation est alors totale. De plus, elle est compatible avec l'addition et la multiplication par les éléments positifs : ℝ(X) a ainsi une structure de corps ordonné, et contient un sous-corps isomorphe à ℝ. Il n'est pas archimédien : en effet, on a 0 < 1/X < 1 mais, pour tout entier naturel n, n⋅(1/X) < 1.
D'une manière générale, en posant |F| = max(–F, F), on dira que F est infiniment petit devant G (noté F ≪ G) si, pour tout entier naturel n, n⋅|F| ≤ |G|.
Le degré fournit alors une échelle d'infiniment petits et d'infiniment grands par rapport aux réels : F ≪ G si, et seulement si, deg(F) ≤ deg(G). 
L'ensemble des éléments de ℝ(X) devant lesquels les réels non nuls ne sont pas négligeables, i.e. ceux de degré inférieur ou égal à 0, forme un sous-anneau de ℝ(X).

## Quelles différences entre fraction rationnelle et fonction rationnelle?
À toute fraction rationnelle F, de représentant irréductible (P, Q), on peut associer une fonction rationnelle ƒ définie pour tout x tel que Q(x) est non nul, par {\displaystyle f:x\mapsto {\frac {\mathrm {P} (x)}{\mathrm {Q} (x)}}}. Cette association comporte cependant quelques risques :
- d'une part, il se peut, si le corps K est fini, que la fonction ƒ ne soit jamais définie : prendre par exemple {\displaystyle \mathrm {F} ={\frac {1}{\mathrm {X} ^{2}-\mathrm {X} }}} sur le corps {\displaystyle \mathbb {Z} /2\mathbb {Z} } ;
- d'autre part, la somme ou le produit de deux fractions ne peut s'effectuer que sur l'intersection des ensembles de définition et ne permet pas de transmettre les propriétés de corps : prendre par exemple {\displaystyle \mathrm {F} =\mathrm {X} } et {\displaystyle \mathrm {G} ={\frac {1}{\mathrm {X} }}} alors {\displaystyle \forall x\in \mathbb {R} ,f(x)=x}, {\displaystyle \forall x\in \mathbb {R} ^{*},g(x)={\frac {1}{x}}}, {\displaystyle \forall x\in \mathbb {R} ^{*},fg(x)={\frac {x}{x}}=1}.

On peut toutefois, dans les cas de corps comme {\displaystyle \mathbb {C} } ou {\displaystyle \mathbb {R} }, construire un isomorphisme entre l'ensemble des fractions rationnelles et l'ensemble des fonctions rationnelles modulo la relation d'équivalence suivante :
ƒ ~ g si et seulement s'il existe un réel A tel que, pour tout x tel que |x | ≥ A, ƒ(x ) = g (x )
Cela revient à choisir le plus grand prolongement par continuité d'une fonction rationnelle.

## Fraction rationnelle à plusieurs variables
Si K est un corps, l'ensemble des polynômes en plusieurs indéterminées {\displaystyle K[X_{1},X_{2},...X_{n}]} reste un anneau commutatif unitaire intègre dont on peut chercher aussi le corps des fractions appelé corps des fractions rationnelles {\displaystyle K(X_{1},X_{2},...,X_{n})}.

### Source
André Warusfel, François Moulin, Claude Deschamps, Mathématiques 1re année : Cours et exercices corrigés, Éditions Dunod, 1999  (ISBN 9782100039319)